# Dysaethesia aethiopica

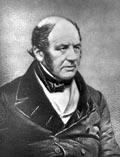
Samuel Cartwright (1793–1863)

Dysaethesia aethiopica je údajná duševní porucha popsaná americkým lékařem Samuelem A. Cartwrightem v roce 1851, která měla způsobovat lenost otroků. Dnes je dysaethesia aethiopica pokládána za příklad pseudovědy a za součást konstrukce vědeckého rasizmu.

## Popis a léčba
Nemoc se dle Carwrighta vyskytovala pouze mezi černochy, kde ji jejich dozorci nazývali „lumpárnou“. Byla charakterizována částečnou necitlivostí kůže a „tak velkou otupělostí intelektuálních schopností, až to hraničilo s polospánkem“. Další symptomy zahrnovaly „léze zjistitelné vyšetřujícím lékařem, které jsou vždy přítomné a dostačující příznaky“. Cartwright poznamenal, že existence dysaethesia aethiopica byla „jednoznačně stanovena nejpřímější a nejpozitivnější výpovědí“, ale ostatní lékaři ji přehlédli, protože jejich „pozornost není dostatečně zaměřena na neduhy negroidní rasy“.
Podle Carwrighta byla nemoc „mnohem rozšířenější u černochů žijících volně pospolu, než u otroků na plantážích, a napadá pouze ty otroky, kteří ve vztahu k jídlu, pití, cvičení atd. žijí jako svobodní“. Dále tvrdí, že „téměř všichni svobodní černoši jsou nemocí více či méně postižení, pokud nemají bělocha, který by je vedl a staral se o ně“.
Cartwright měl pocit, že dysaethesia aethiopica byla „snadno léčitelná na základě důkladných fyziologických principů“. Necitlivost kůže byla jedním ze symptomů onemocnění, takže měla být stimulována: „Nejlepší způsob, jak stimulovat kůži, je zaprvé pacienta dobře omýt teplou vodu a mýdlem; pak ho celého namazat olejem a vmrskat olej za pomoci širokého koženého pásku; pak dát pacientovi nějaký tvrdý druh práce na slunci.“
Vanessa Jacksonová poznamenala, že léze jsou příznakem dysaethesia aethiopica a „neustále vynalézavý Dr. Cartwright zjistil, že bičování […] může toto onemocnění vyléčit. Samozřejmě, člověk si klade otázku, zda to bičování nebylo příčinou ‚lézí‘, které potvrzují diagnózu“.
Podle Cartwrighta, bude otrok po předepsané léčbě „vděčně vzhlížet k bělochovi, jehož obligátní moc […] obnovila otrokovo vnímání a rozptýlila mlhu, jež zastřela jeho intelekt“.